# 吉田正音楽記念館
吉田正音楽記念館（よしだただしおんがくきねんかん）は、茨城県日立市にある、同市出身の作曲家吉田正に関する資料を展示公開する博物館である。
「吉」の正確な表記は「𠮷」（「土」の下に「口」、つちよし）である。

## 施設
屋外ステージ（奏でガーデン）
- イベントとして、吉田正のヒット曲の演奏や、楽器の体験を行う。

スタジオ（映像シアター）
- 午前10時から午後6時まで、吉田正のヒット曲を映像とともに放送している。
平日は30曲、約1時間半を繰り返し再生。休日は20曲、約1時間を繰り返し再生している。
- また、午後6時から、午後9時までステージは貸し切ることもできる。

ミュージアムショップ
- 吉田正のグッズや音楽CDなどを販売している。

展望カフェ
- 毎月第4土曜日の午後6時から生演奏を行っている。

## 利用・交通
施設情報
- 開館時間：記念館:10:00-18:00、展望カフェ:11:00-21:00
- 休業日：なし
- 料金：無料

交通情報
- 鉄道：JR常磐線日立駅より、タクシー約7分、バス約10分。
- 自家用車：常磐自動車道日立中央ICより約5分